# Oikocredit
Oikocredit és la marca comercial utilitzada per Ecumenical Development Cooperative Society U.A., una cooperativa de crèdit fundada el 1975 amb seu als Països Baixos, i estesa per tot el món, centrada en la banca ètica.
Oikocredit ofereix crèdits convencionals i microcrèdits per al desenvolupament d'iniciatives productives dirigides a les persones desafavorides dels anomenats països del Tercer món. A la vegada, ofereix un producte d'estalvi a través de la subscripció d'aportacions econòmiques a l'entitat, que atorga un dividend màxim del 2% anual.

## Sectors que finança

### Comerç just
Oikocredit dona suport a les organitzacions de comerç just acompanyant els productors amb una gamma de serveis que inclouen préstecs, línies de crèdit, capital i garanties. Oikocredit és un dels màxims finançadors del sector del comerç just. Fa més de vint anys que la cooperativa és membre de l'Associació Internacional de Comerç Just (WFTO, per les seves sigles en anglès).

### Agricultura
Oikocredit finança organitzacions locals de microfinances en entorns rurals, així com organitzacions de productors, tals com cooperatives agrícoles que contribueixen al desenvolupament de l'economia i de les comunitats locals.

### Microfinances i economia real
Oikocredit finança projectes d'economia real a països del sud a través de: 
- Microcrèdits, juntament amb institucions microfinanceres locals.

- Crèdits directes a petites i mitjanes empreses, especialment cooperatives, i en les àrees d'agricultura i comerç just.

- Participació en el capital social d'empreses que han demostrat un important compromís econòmic i social.

### Energies renovables
Oikocredit està duent a terme la creació d'una nova entitat especialitzada en energies renovables que tindrà la seva seu a Amersfoort, als Països Baixos. La unitat identificarà i desenvoluparà activament oportunitats d'inversió en petits projectes relacionats amb energies verdes i eficiència energètica; construirà i gestionarà la seva pròpia cartera d'inversions consistent tant en préstecs com en participacions accionarials en els projectes. La missió d'Oikocredit és compartir recursos a través d'inversions socialment responsables mitjançant l'apoderament de les persones desfavorides amb inversions i creació de capacitació. Oikocredit ha desenvolupat una política mediambiental que proporciona les directrius sobre com es pot contribuir a un ecosistema saludable. L'objectiu global és reduir els impactes mediambientals directes i indirectes de les nostres operacions i donar suport a les organitzacions que contribueixin positivament a salvaguardar l'entorn.

## Xifres i impacte social[4]
A 30 de desembre de 2018:
|  | Actius totals                                                     | 1220 Milions €  |
|  | Total préstecs concedits                                          | 981.7 Milions € |
|  | Nombre total d'organitzacions finançades                          | 747             |
|  | Organitzacions de microfinances (del total)                       | 498             |
|  | Grandària mitjana dels préstecs                                   | 1.7 milions €   |
|  | Grandària mitjana dels préstecs a organitzacions de microfinances | 1.9 milions €   |

### Impacte social
La gestió de l'impacte social és una prioritat per a Oikocredit. Supervisen determinats indicadors socials per assegurar que els socis de microfinances arribin als col·lectius adequats i ofereixin serveis que causin un canvi positiu en la vida de les persones.
| Clients beneficiats pels socis de microfinances d'Oikocredit | 40 Milions |  |
| de les quals dones                                           | 84%        |  |
| de les quals en zones rurals                                 | 48%        |  |
| Persones contractades per empreses socials                   | 53.600     |  |
| treballs permanents                                          | 36. 200    |  |